# Fontana del Vagine
La fontana del Vàgine, detta anche  del Vasine è la più antica di Bergamo indicata già in epoca romana, posta sulla via omonima della parte alta della città, dietro il grande complesso dell'antico monastero di Sant'Agata poi carceri di Bergamo.

## Storia
La città di Bergamo è ricca di fontane, alcune presenti già in epoca romana. Vi erano importanti sorgenti la cui acqua veniva convogliata in acquedotti perché venissero alimentate le numerose fontane. L'abbondanza di acqua ha consentito lo sviluppo della cittadina già in epoca celtica.
Nel XIII secolo vi è documentata la presenza di diciassette fontane, così che ogni quartiere o vicinia, fosse servito dal servizio idrico. Tra le fontane quella originariamente detta “fons opacinus”, fonte di tramontana, perché rivolta a nord ovest, in prossimità delle antiche mura romaniche, poi detta del Vàgine, d'epoca romana è sicuramente la più antica di Bergamo. L'acqua della fontana proveniva dalla via Salvecchio.

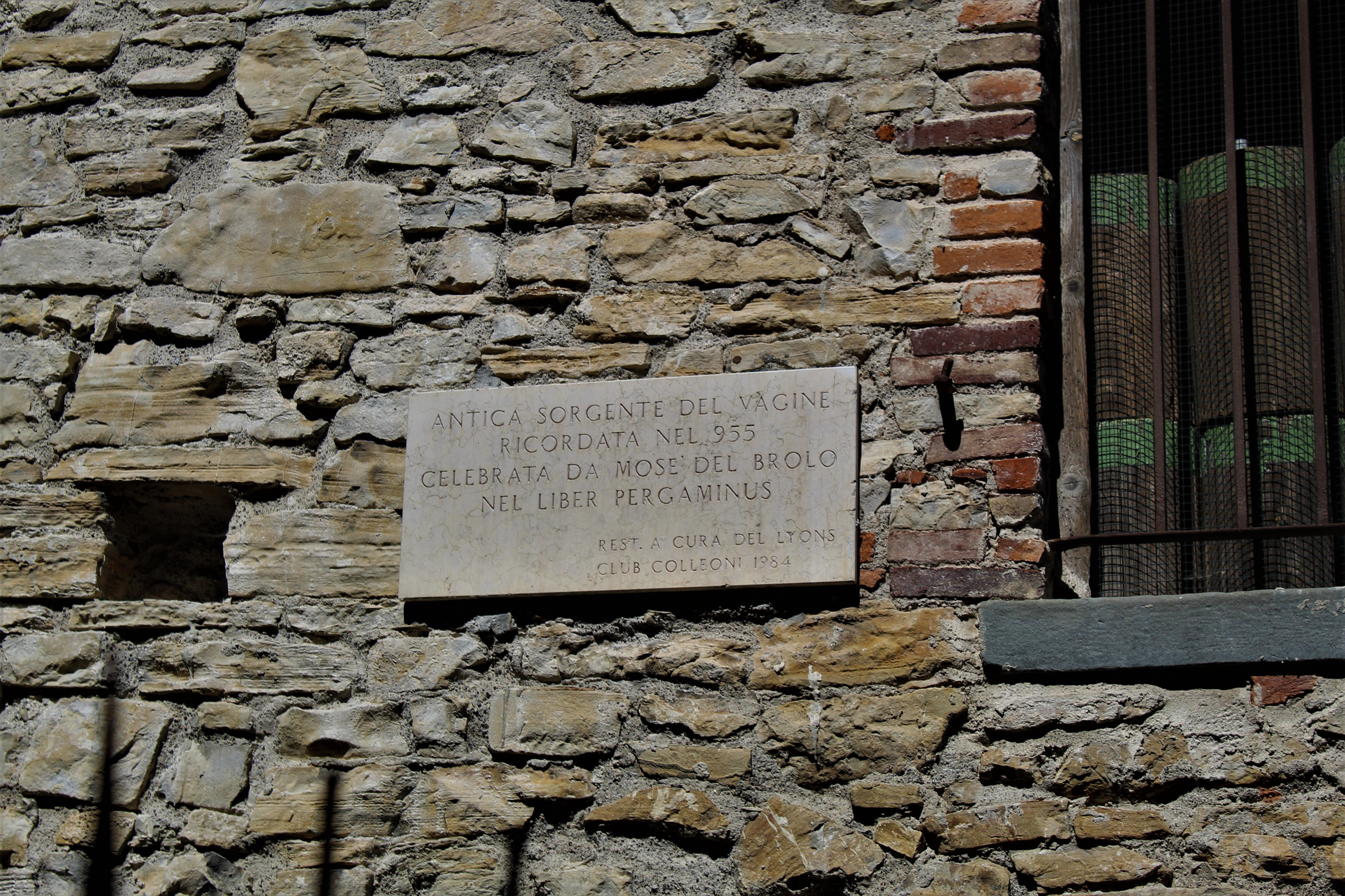
Fontana del Vàgine

L'accento, volutamente posto sulla lettera a, solo in epoca moderna, trasformando foneticamente una parola dal comune accento parossitono a quello proparossitono per ovviare al riferimento all'organo genitale femminile, o diversamente al vagine, nome dato alle custodie o foderi delle spade, e il territorio bergamasco era infatti ricco di produzione di spade. Difficile supporre che in prossimità si fabbricassero foderi in cuoio per lame non essendoci fonti documentata. La nuova scelta fonetica non presenta quindi corrispondente significato, come invece raccontato da antiche leggende.
Circa il toponimo vi sono differenti indicazioni leggendarie. Si tramanda che in epoca romana vi venissero immersi per pochi secondi, i neonati di sesso maschile e che una volta fatti riemergere avessero dovuto emettere un «vagito», da questo il nome, se il bambino non avesse pianto sarebbe stato considerato fragile quindi non idoneo alla vita militare, cosa considerata molto importante durante l'impero romano, in quanto necessitava sempre di un ricambio di militari che fossero sempre forti e vigorosi nella legione, quindi una selezione che doveva essere forzatamente naturale. 

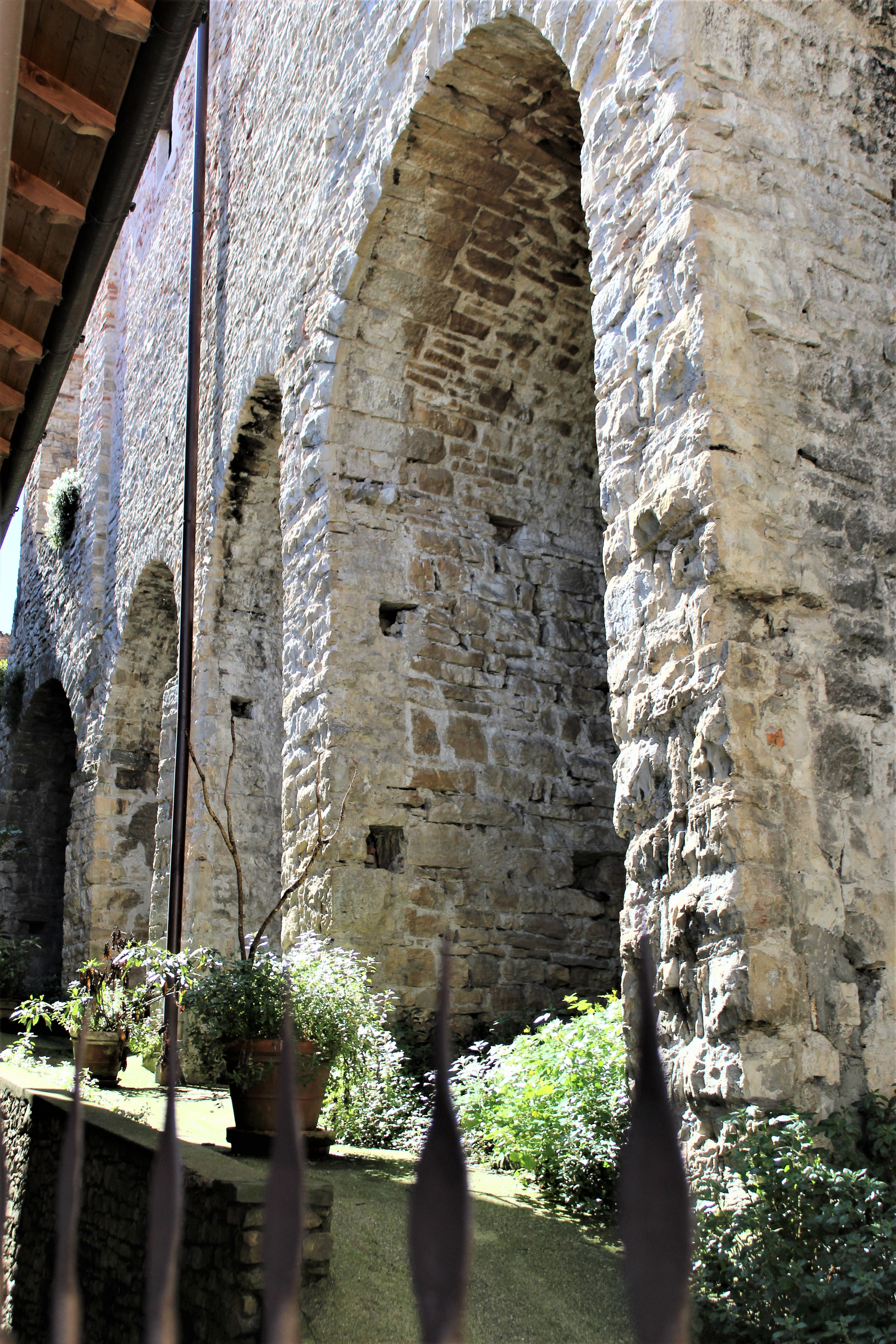
Fontana del Vàgine

In epoca successiva la fontana pare che ebbe una funzione differente, si riteneva infatti che fosse quell'acqua quasi miracolosa o almeno ben augurante per le giovani spose o le donne sterili che desideravano avere un figlio. Queste donne si immergevano nella fontana così che fosse propiziata la salute della propria prole e la loro fertilità, per questo motivo si avvicinavano alla fontana anche donne provenienti da località vicine. Tutto questo comprometteva la purezza dell'acqua, che obbligava gli amministratori comunali a emanare continui decreti per il controllo delle sue acque. Vi è un'ordinanza del 1248 che indicava gli orari a cui era autorizzato l'approvvigionamento delle acque e le modalità di raccolta nonché la chiusura della cancellata.
Si consideri diversamente che il luogo, piuttosto defilato dal centro cittadino avesse invece il nome derivasse proprio dall'attività di numerose prostitute presenti proprio per l'abbondanza di militari posti a guardia delle vicine carceri di Sant'Agata.
La fontana, posta presso le antiche mura cittadine, risalenti al 908, è documentata almeno dal 955,e si trova sul retro dell'antico monastero teatino di Sant'Agata soppresso nel 1797 dopo l'occupazione napoleonica e adibito a carcere dal 1802 fino al 1978.

## Descrizione
La fontana si presentava del XII secolo, secondo quanto indicato da Mosè del Brolo nel suo “Liber pergaminus”, con le pareti e la volta completamente rivestite in marmo, e per la cura dell'acqua, che il comune voleva mantenere salubre, era completa di quattro secchi in rame che permettevano la raccolta delle acque così che non fossero contaminate, proibendo l'uso di altri differenti contenitori.
Il grande arco che conteneva la fontana incassato nel paramento murario, si presentava in uno stato di grave abbandono, fino ai lavori di ripristino attuati nel 1984 e protetto da una cancellata ferrea. Originariamente la fontana era completa di un serbatoio e di un lavatoio, alle sue acque potevano abbeverarsi anche i cavalli, acque che però si sono perse nel tempo.